# 艾姆勒科技
艾姆勒科技股份有限公司（英語：Amulaire Thermal Technology, Inc.），原名為艾姆勒車電股份有限公司，簡稱艾姆勒，致力於各式綠能電子裝置散熱之研發與產製，公司於2011年6月24日成立，7月份收購已結業的「美商旭揚熱傳股份有限公司」（1998年由旭揚創投設立），承襲前身旭揚公司於晶片散熱領域之開發研究及粉末冶金製程技術，所生產之逆變器（Inverter）/IGBT模組散熱產品（Base Plate）應用於電動車及油電混合車中。。
2012年，遷至林口廠區，並在同年底由現時董事長林啟聖接手管理。
2014年，於苗栗縣銅鑼工業區購置土地，以建置「新產品研發生產及銅粉冶鍊中心」之用。
2016年3月10日，艾姆勒車電股票通過公開發行申請，同年4月登錄中華民國證券櫃檯買賣中心上市。
2018年5月，艾姆勒車電股份有限公司銅鑼廠開始量產。
2019年8月，榮獲經濟部「潛力中堅企業」。
2020年1月，設立日本子公司。
2020年4月29日，艾姆勒車電向臺灣證券交易所遞交上市申請，
2020年8月，艾姆勒車電招股，股份定價定為每股新台幣42.02元，現金增資發行新股 9,975,000 股，募集資金所得為新台幣 99,750,000 元，股份於2020年8月26日上市；上市後，艾姆勒車電每股50元掛牌上市，早盤股價走強，最高來到61元，大漲22%。
2021年5月，與匯鑽科技及長榮航太合資設立「長鑽科技股份有限公司」。，
2021年11月，經濟部投審會通過大陸地區投資設立「浙江艾姆勒車電科技有限公司」 。
2022年7月，正式更名為「艾姆勒科技股份有限公司」。

## 外部連結
- amulaire.com （页面存档备份，存于）